# Bruna Linzmeyer
Bruna Linzmeyer (11 tháng 11 năm 1992) là một nữ diễn viên người Brazil.

## Tiểu sử
Được sinh ra tại Corupá, bang Santa Catarina. Cha của Bruna là người Đức, còn mẹ cô là người gốc Bồ Đào Nha, Tây Ban Nha, gốc Brazil và châu Phi.

## Công việc
Cô bắt đầu sự nghiệp với tư cách là một người mẫu và khi cô 15 tuổi, Bruna Linzmeyer đã giành chiến thắng trong một cuộc thi sắc đẹp có tên Garota Verão, được quảng bá bởi công ty Grupo RBS, công ty con của Rede Globo tại Santa Catarina. Bruna Linzmeyer được chọn vào vai một nhân vật người Nga tên Tatiana Dovichenko trong bộ phim ngắn Rede Globo 2010, làm việc với nam diễn viên Michel Melamed người hơn cô ấy 16 tuổi và bắt đầu mối quan hệ với anh ấy trong quá trình sản xuất chương trình truyền hình. Nữ diễn viên chuyển đến Rio de Janeiro để tham gia chương trình Leila Machado telenovela Insensato Coração năm 2011.
Bruna Linzmeyer đóng vai một người thấu thị tên Clara trong tập phim "A Vidente de Diamantina" của loạt phim truyền hình 2012 As Brasileiras, và cùng năm đó, cô đóng vai Anabela trong bản làm lại của Teleovela của Rede Globo.
Bruna Linzmeyer đóng vai một người tự kỷ tên là Linda trong Rede Globo telenovela Amor à Vida 2013.
Cô đóng vai cô giáo Juliana, nhân vật chính, trong bản làm lại năm 2014 của chương trình Meu Pedacinho de Chão. Bruna Linzmeyer đóng vai Cibele Dantas trong telenovela 2017 A Força do Querer, đạo diễn bởi Glória Perez.

## Phim

### Điện ảnh
| Năm  | Tên                                                    | Vai diễn      | Ref    |
| ---- | ------------------------------------------------------ | ------------- | ------ |
| 2013 | Rio, Eu Te Amo (Segment: "Pas de Deux")                | Ballet dancer | [ 11 ] |
| 2014 | Seewatchlook, O que você vê quando olha o que enxerga? | She           | [ 12 ] |
| 2015 | O Amuleto                                              | Diana         | [ 13 ] |
| 2016 | A Frente Fria que a Chuva Traz                         | Amsterdã      | [ 14 ] |
| 2017 | O Banquete                                             |               | [ 15 ] |
| 2017 | O Filme da Minha Vida                                  | Luna Madeira  | [ 16 ] |
| 2017 | O Grande Circo Místico                                 | Beatriz       | [ 17 ] |
| 2017 | Bamo Nessa                                             | Alice         |        |

### Truyền hình
| Television | Television                        | Television                    | Television                       |
| Năm        | Tên                               | Vai diễn                      | Notes                            |
| ---------- | --------------------------------- | ----------------------------- | -------------------------------- |
| 2010       | Afinal, o Que Querem as Mulheres? | Russinha (Tatiana Dovichenko) | [ 4 ] [ 18 ]                     |
| 2011       | Insensato Coração                 | Leila Alencar Machado         | [ 6 ]                            |
| 2012       | As Brasileiras                    | Clara                         | Episode: A Vidente de Diamantina |
| 2012       | Gabriela                          | Anabela Fernandes Prado       | [ 7 ]                            |
| 2013-2014  | Amor à Vida                       | Linda                         | [ 8 ]                            |
| 2014       | Meu Pedacinho de Chão             | Teacher Juliana               | [ 19 ] [ 20 ] [ 21 ]             |
| 2015       | A Regra do Jogo                   | Belisa Stewart                | [ 22 ]                           |
| 2017       | A Força do Querer                 | Cibele Dantas                 | [ 10 ]                           |
| 2018       | Pega Pega                         | Police officer                | One episode                      |

### Phim chiếu rạp
| Năm  | Play          | Author         | Ref.   |
| ---- | ------------- | -------------- | ------ |
| 2011 | Seewatchlook  | Michel Melamed | [ 24 ] |
| 2012 | Adeus à Carne | Michel Melamed | [ 7 ]  |

### Phim trên web
| Năm  | Tên            | Note        | Ref    |
| ---- | -------------- | ----------- | ------ |
| 2016 | Jantar Secreto | Booktrailer | [ 25 ] |

## Đĩa

### đĩa đơn
| Năm  | Tên             | Label     | Ref    |
| ---- | --------------- | --------- | ------ |
| 2015 | Aqui é a Belisa | Som Livre | [ 26 ] |

## Liên kết mở rộng
- Bruna Linzmeyer trên IMDb
- Bruna Linzmeyer trên Instagram